# Kevin Sorbo
Kevin David Sorbo, född 24 september 1958, är en amerikansk skådespelare, mest känd för rollerna som Hercules i Hercules The Legendary Journeys.

## Filmografi (urval)
- 1986 – Santa Barbara (TV-serie) (1 avsnitt)
- 1993 – Mord och inga visor (TV-serie) (1 avsnitt)
- 1993 – Scali (TV-serie) (1 avsnitt)
- 1995 – Cybill (TV-serie) (1 avsnitt)
- 1995–1999 – Hercules: The Legendary Journeys (TV-serie) (111 avsnitt)
- 1995 – 2000 (TV-serie) (2 avsnitt)
- 1997 – Kull Erövraren
- 1999 – Just Shoot Me! (TV-serie) (1 avsnitt)
- 2000–2005 – Andromeda (TV-serie) (110 avsnitt)
- 2001 – Dharma & Greg (TV-serie) (4 avsnitt)
- 2003 – Jims värld (TV-serie) (1 avsnitt)
- 2004 – Hope & Faith (TV-serie) (1 avsnitt)
- 2006 – 2 1/2 män (TV-serie) (1 avsnitt)
- 2006–2007 – The O.C. (TV-serie) (7 avsnitt)
- 2007 – Psych (TV-serie) (1 avsnitt)
- 2008 – Meet the Spartans
- 2010 – Hawaii Five-0 (TV-serie) (1 avsnitt)
- 2011 – Soul Surfer
- 2012 – Key & Peele (TV-serie) (1 avsnitt)
- 2017 – Supergirl (TV-serie) (3 avsnitt)
- 2024 – Reagan